# Gmina Przerośl
Die Gmina Przerośl (litauisch Prieraslio valsčius) ist eine Landgemeinde im Powiat Suwalski der Woiwodschaft Podlachien in Polen. Ihr Sitz ist das gleichnamige Dorf (litauisch Prieraslis).

## Gliederung
Zur Landgemeinde Przerośl gehören folgende Ortsteile mit einem Schulzenamt:
Blenda
Bućki
Hańcza
Iwaniszki
Kolonia Przerośl
Kruszki
Krzywólka
Łanowicze Duże
Łanowicze Małe
Morgi
Nowa Pawłówka
Nowa Przerośl
Olszanka
Prawy Las
Przełomka
Przystajne
Rakówek
Romanówka
Stara Pawłówka
Śmieciuchówka
Wersele
Zarzecze
Zusenko